# Murmansk (tỉnh)

Murmansk Oblast (tiếng Nga: Му́рманская о́бласть, Murmanskaya oblast) là một chủ thể liên bang của Nga (một tỉnh. Nằm ở phía tây bắc của Nga, giáp biên giới với hạt Finnmark của Na Uy và tỉnh Lapland của Phần Lan. Trung tâm hành chính của tỉnh là thành phố Murmansk.

## Liên kết
- Tư liệu liên quan tới Murmansk Oblast tại Wikimedia Commons
- Info server of Murmansk Oblast[liên kết hỏng]
- News Site of Murmansk Oblast Lưu trữ ngày 10 tháng 11 năm 2007 tại Wayback Machine